# Kilbuck Mountains
Die Kilbuck Mountains bilden einen Gebirgszug im südwestlichen Alaska.
Die Kilbuck Mountains sind der südliche Teil der Kuskokwim Mountains und verlaufen in Südwest-Nordost-Richtung. Die höchste Erhebung stellt der Marvel Dome mit 1148 m dar. Die zweithöchste Erhebung, der 1111 m hohe Mount Hamilton, befindet sich 24 km nordnordwestlich.
Im Süden wird das Gebirge durch den Flusslauf des Kwethluk River von den Eek Mountains und Ahklun Mountains abgegrenzt. Im Norden und im Westen befindet sich das Kuskokwim-Tiefland. Das Tal des Aniak River trennt das Gebirge von den weiter östlich gelegenen Kuskokwim Mountains und Wood River Mountains ab.
Der Kisaralik River, ein linker Nebenfluss des Kuskokwim River, durchschneidet den südlichen Teil des Gebirgszugs.
Das Minenzentrum Nyac befindet sich im Nordwesten der Kilbuck Mountains am Oberlauf des Tuluksak River.
Die Kilbuck Mountains wurden im Jahr 1898 von J. E. Spurr vom U.S. Geological Survey (USGS) zu Ehren von John Henry Kilbuck, einem Missionar der Herrnhuter Brüdergemeine, benannt.